# Palazzo Civena
| Imagem: Cidade de Vicenza e Villas de Palladio no Véneto | O Palazzo Civena está incluído no sítio "Cidade de Vicenza e Villas de Palladio no Véneto", Património Mundial da UNESCO. |  |

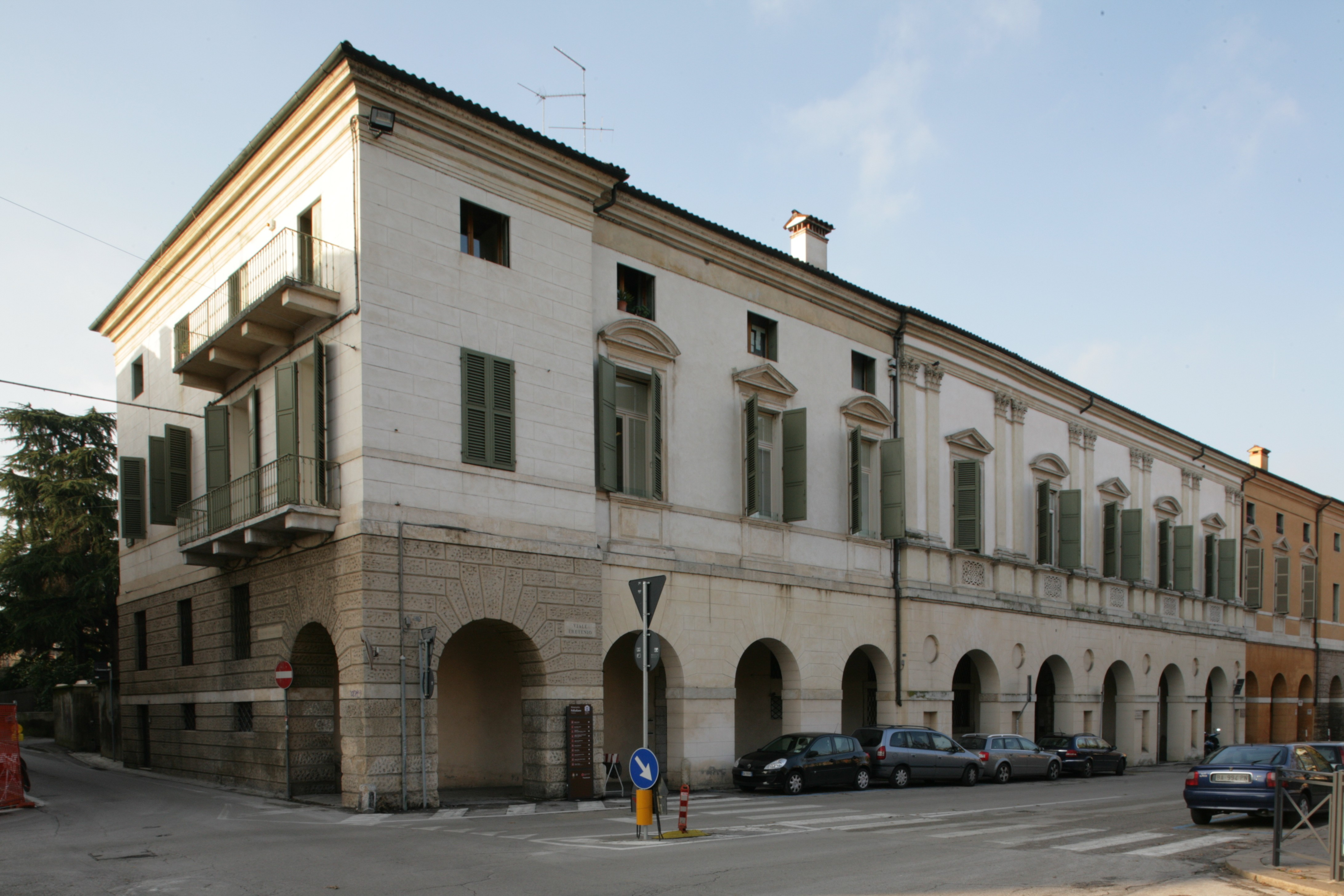
Fachada do Palazzo Civena.

O Palazzo Civena é um palácio de Vicenza construído, em 1540, por Andrea Palladio. Foi o primeiro palácio de cidade realizado pelo arquitecto, tendo sido erguido por conta dos irmãos Giovanni Giacomo, Pier Antonio, Vincenzo e Francesco Civena. 

## História
A data "1540" inerida na medalha de fundação, conservada no Museu Cívico de Vicenza, fixa naquele ano a colocação da primeira pedra. O edifício foi, provavelmente, terminado vinte e quatro meses mais tarde, seis antes do início das obras do grande Palazzo Thiene. A história do palácio é, todavia, desafortunada: fortemente modificado por Domenico Cerato em 1750, foi semi-destruído pelos bombardeamentos aliados durante a Segunda Guerra Mundial (como o Teatro Eretenio que o flanqueava) e depois reconstruído. Actualmente é uma casa de saúde.

## O projecto de Palladio

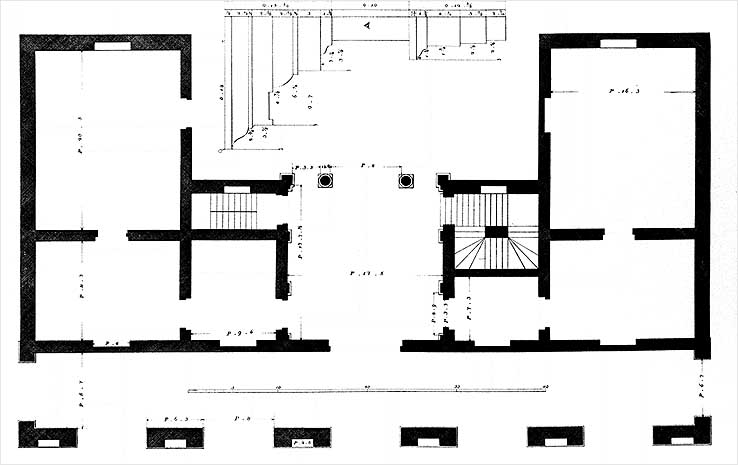
Planta do Palazzo Civena, por Ottavio Bertotti Scamozzi, 1776.

O Palazzo Civena não está inserido em I Quattro Libri dell'Architettura, o tratado de arquitectura de Palladio datado de 1570, mas existem vários desenhos autografados palladianos que documentam as diversas alternativas elaboradas durante a fase de projecto. A moderna distribuição dos ambientes não é a solução definitiva escolhida por Palladio mas é fruto da pesada intervenção de Cerato, que prolongou o átrio e modificou as escadas. A planimetria original é, contudo, reconstituivel graças a uma planta publicada por Ottavio Bertotti Scamozzi em 1776 (segundo ele, obtida dos seus proprietários de então): o reagrupamento das salas em dois núcleos posicionados nos lados do átrio, com uma serliana que filtra o relacionamento com o exterior, é muito próximo aos dos projetos palladianos de villa daqueles mesmos anos.
A precoce data de projecto torna o Palazzo Civena num precioso testemunho da actividade juvenil palladiana e da sua cultura arquitectónica antes da marcante viagem a Roma em 1541. Como já tinha acontecido na Villa Trissino de Cricoli, o edifício assinala uma fractura com a prática construtiva vicentina: a tradicional polífora ao centro da fachada é substituida por uma sequência regular de tramos , ritmada por lesenas emparelhadas. Neste aspecto, Palladio inspira-se evidentemente nos palácios romanos de início do século XVI (como o desaparecido Palazzo Caprini, de Bramante), mas é claro que não se trata dum conhecimento directo: a fachada do edifício aparece como que retalhada por uma folha de papel, privada de real consistência plástica. Por outro lado, todos os elementos da linguagem arquitectónica derivam das experiências vénetas, e não romanas; em primeiro lugar, dos edifícios realizados por Giovanni Maria Falconetto em Pádua.

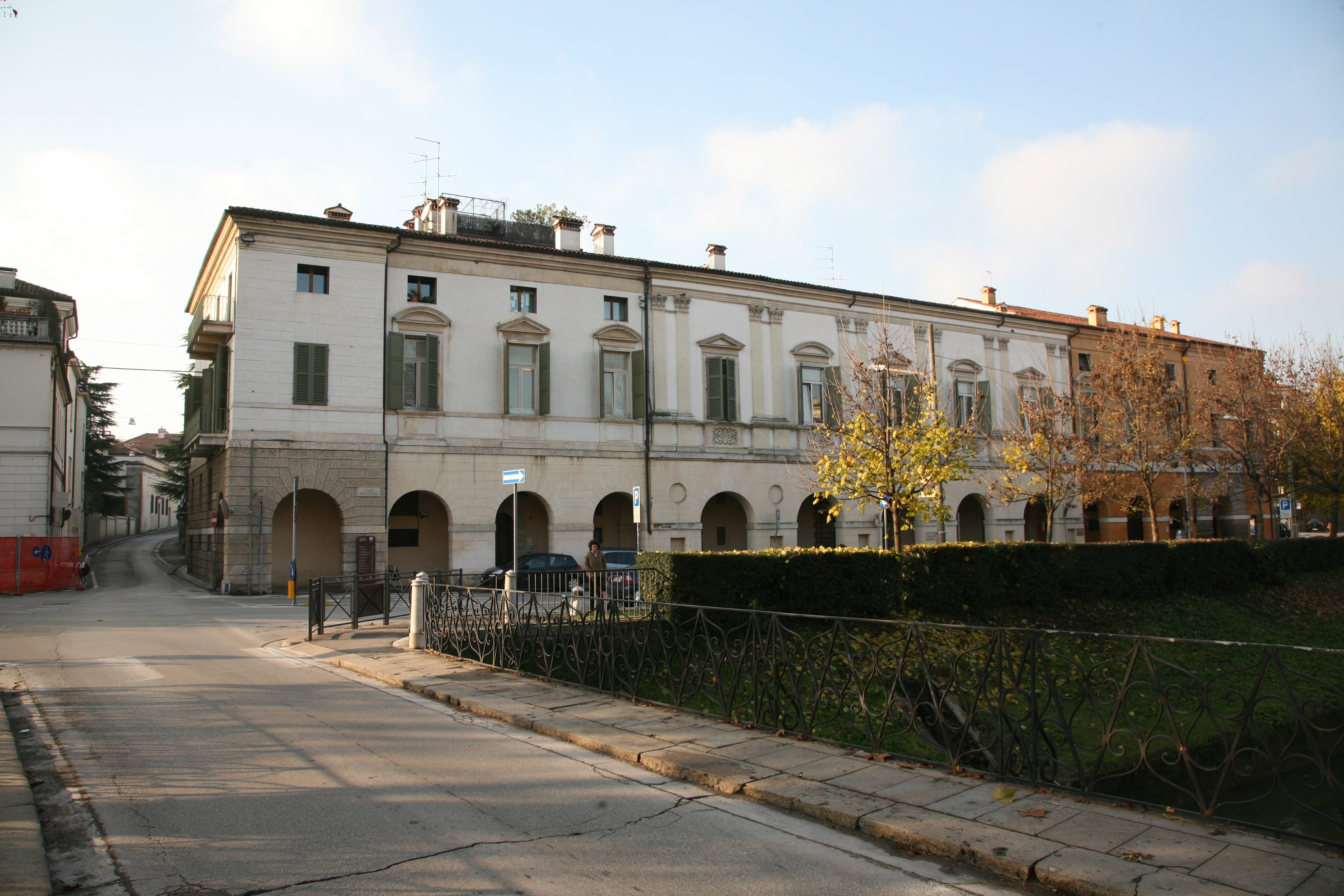
Fachada do Palazzo Civena
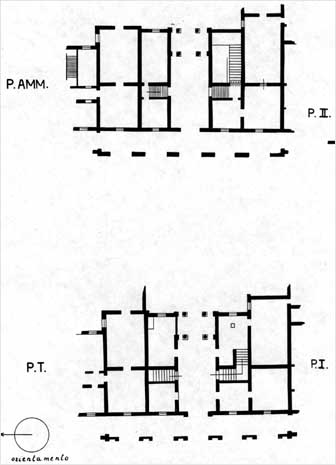
Palazzo Civena, relevo por Zorzi, 1965
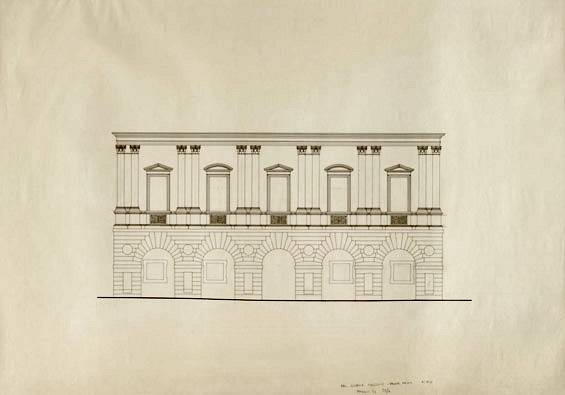
Fachada principal do palácio, por Andrzej e Ewa Pereswet Soltan, 1977